# Campionati svizzeri di sci alpino 1996
I Campionati svizzeri di sci alpino 1996 si svolsero a Melchsee-Frutt/Engelberg, a Sörenberg e a Verbier tra il 16 marzo e il 9 aprile. Il programma incluse gare di discesa libera, supergigante, slalom gigante, slalom speciale e combinata, sia maschili sia femminili.
Oltre agli sciatori svizzeri, poterono concorrere al titolo anche gli sciatori di nazionalità liechtensteinese, mentre gli atleti delle altre federazioni, pur prendendo parte alle competizioni, potevano ottenere solo prestazioni valide ai fini del punteggio FIS.

## Risultati

### Uomini

#### Discesa libera
| Pos. | Atleta            | Nazione  | Tempo   |
| ---- | ----------------- | -------- | ------- |
| 1    | Bruno Kernen      | Svizzera | 1:26,60 |
| 2    | William Besse     | Svizzera | 1:26,98 |
| 3    | Jürg Grünenfelder | Svizzera | 1:27,54 |
| 4    | Paul Accola       | Svizzera | 1:27,73 |
| 5    | Vincent Blanc     | Francia  | 1:27,79 |
| 6    | Daniel Brunner    | Svizzera | 1:27,80 |
| 7    | Erik Seletto      | Italia   | 1:28,11 |
| 8    | Jean-Luc Crétier  | Francia  | 1:28,28 |
| 9    | René Stössel      | Svizzera | 1:28,29 |
| 10   | Urs Lehmann       | Svizzera | 1:28,30 |

Data: 20 marzo

Località: Melchsee-Frutt/Engelberg

#### Supergigante
| Pos. | Atleta            | Nazione       | Tempo   |
| ---- | ----------------- | ------------- | ------- |
| 1    | Bruno Kernen      | Svizzera      | 1:12,28 |
| 2    | Jürg Grünenfelder | Svizzera      | 1:12,94 |
| 3    | Erik Seletto      | Italia        | 1:13,00 |
| 4    | Steve Locher      | Svizzera      | 1:13,32 |
| 5    | William Besse     | Svizzera      | 1:13,36 |
| 6    | Rainer Salzgeber  | Svizzera      | 1:13,41 |
| 7    | Didier Cuche      | Svizzera      | 1:13,57 |
| 8    | Paul Accola       | Svizzera      | 1:13,64 |
| 9    | Jürgen Hasler     | Liechtenstein | 1:13,89 |
| 10   | Christian Greber  | Austria       | 1:13,92 |

Data: 9 aprile

Località: Verbier

#### Slalom gigante
| Pos. | Atleta               | Nazione       | Tempo   |
| ---- | -------------------- | ------------- | ------- |
| 1    | Urs Kälin            | Svizzera      | 1:46,95 |
| 2    | Paul Accola          | Svizzera      | 1:47,34 |
| 3    | Steve Locher         | Svizzera      | 1:48,14 |
| 4    | Achim Vogt           | Liechtenstein | 1:48,63 |
| 5    | Michael von Grünigen | Svizzera      | 1:48,91 |
| 6    | Patrick Staub        | Svizzera      | 1:49,27 |
| 7    | Jörg Roten           | Svizzera      | 1:49,49 |
| 8    | Didier Plaschy       | Svizzera      | 1:50,56 |
| 9    | Jürg Grünenfelder    | Svizzera      | 1:50,60 |
| 9    | Andrea Zinsli        | Svizzera      | 1:50,60 |

Data: 15 marzo

Località: Melchsee-Frutt/Engelberg

#### Slalom speciale
| Pos. | Atleta               | Nazione  | Tempo   |
| ---- | -------------------- | -------- | ------- |
| 1    | Michael von Grünigen | Svizzera | 1:23,48 |
| 2    | Kilian Albrecht      | Austria  | 1:24,71 |
| 3    | Patrick Staub        | Svizzera | 1:24,84 |
| 4    | Bruno Kernen         | Svizzera | 1:25,26 |
| 5    | Urs Kälin            | Svizzera | 1:25,78 |
| 6    | Ronald Stampfer      | Austria  | 1:25,99 |
| 7    | Thomas Lödler        | Croazia  | 1:26,30 |
| 8    | Bernhard Kiener      | Svizzera | 1:26,34 |
| 9    | Paul Accola          | Svizzera | 1:26,46 |
| 10   | Thomas Geisser       | Svizzera | 1:26,80 |

Data: 24 marzo

Località: Sörenberg

#### Combinata
| Pos. | Atleta      | Nazione  |
| ---- | ----------- | -------- |
| 1    | Paul Accola | Svizzera |
| 2    | ?           | ?        |
| 3    | ?           | ?        |

### Donne

#### Discesa libera
| Pos. | Atleta              | Nazione  | Tempo   |
| ---- | ------------------- | -------- | ------- |
| 1    | Corinne Rey-Bellet  | Svizzera | 1:30,96 |
| 2    | Heidi Zurbriggen    | Svizzera | 1:31,12 |
| 3    | Sylviane Berthod    | Svizzera | 1:32,33 |
| 4    | Michele Misteli     | Svizzera | 1:33,16 |
| 5    | Catherine Borghi    | Svizzera | 1:33,32 |
| 6    | Lilian Kummer       | Svizzera | 1:33,47 |
| 7    | Nadia Styger        | Svizzera | 1:33,66 |
| 8    | Laura Schelbert     | Svizzera | 1:33,78 |
| 9    | Linda Alpiger       | Svizzera | 1:33,83 |
| 10   | Jeanette Collenberg | Svizzera | 1:33,95 |

Data: 21 marzo

Località: Melchsee-Frutt/Engelberg

#### Supergigante
| Pos. | Atleta           | Nazione  |
| ---- | ---------------- | -------- |
| 1    | Heidi Zurbriggen | Svizzera |
| 2    | ?                | ?        |
| 3    | ?                | ?        |

#### Slalom gigante
| Pos. | Atleta                | Nazione  | Tempo   |
| ---- | --------------------- | -------- | ------- |
| 1    | Karin Roten           | Svizzera | 2:07,37 |
| 2    | Sonja Nef             | Svizzera | 2:08,32 |
| 3    | Ainhoa Ibarra         | Spagna   | 2:08,39 |
| 4    | Heidi Zurbriggen      | Svizzera | 2:08,70 |
| 5    | María José Rienda     | Spagna   | 2:09,03 |
| 6    | Sylviane Berthod      | Svizzera | 2:09,31 |
| 7    | Katrin Neuenschwander | Svizzera | 2:09,56 |
| 8    | Corina Hossmann       | Svizzera | 2:10,44 |
| 9    | Monika Tschirky       | Svizzera | 2:10,53 |
| 10   | Corinne Rey-Bellet    | Svizzera | 2:10,85 |

Data: 23 marzo

Località: Melchsee-Frutt/Engelberg

#### Slalom speciale
| Pos. | Atleta             | Nazione  | Tempo   |
| ---- | ------------------ | -------- | ------- |
| 1    | Karin Roten        | Svizzera | 1:22,56 |
| 2    | Martina Accola     | Svizzera | 1:22,72 |
| 3    | Mónica Bosch       | Spagna   | 1:23,32 |
| 4    | María José Rienda  | Spagna   | 1:24,12 |
| 5    | Karin Lambrigger   | Svizzera | 1:24,24 |
| 6    | Catherine Borghi   | Svizzera | 1:24,38 |
| 7    | Simone Behringer   | Germania | 1:24,41 |
| 8    | Corinne Rey-Bellet | Svizzera | 1:24,65 |
| 9    | Lilian Kummer      | Svizzera | 1:26,06 |
| 10   | Dominique Gruber   | Svizzera | 1:26,10 |

Data: 24 marzo

Località: Melchsee-Frutt/Engelberg

#### Combinata
| Pos. | Atleta             | Nazione  |
| ---- | ------------------ | -------- |
| 1    | Corinne Rey-Bellet | Svizzera |
| 2    | ?                  | ?        |
| 3    | ?                  | ?        |